# Wuconchona
Wuconchona is een geslacht van weekdieren uit de klasse van de Gastropoda (slakken).

## Soort
- Wuconchona niuzhuangensis Kang, 1983